# 7,5 × 54 mm MAS
La 7,5 × 54 mm MAS Mod. 1929 era una cartuccia sviluppata in Francia, derivata dalla 7,5 × 57 mm MAS Mod. 1924. Essa sostituì l'obsoleta 8 × 50 mm R Lebel, usata fino alla prima guerra mondiale. In termini di balistica era comparabile alla 7,62 × 51 mm NATO/.308 Winchester, nelle dimensioni era simile alla 7,5 × 55 mm Swiss.

## Storia
Dopo la fine della prima guerra mondiale, i vertici dell'esercito francese maturarono la necessità di sostituire la munizione da 8 mm Lebel, rivoluzionaria al momento della sua introduzione ma ormai obsoleta. Considerazioni di tipo industriale e produttivo ne impedirono la sostituzione durante la Grande Guerra, ma nel 1924, sei anni dopo la fine del conflitto, venne infine adottata la 7,5 × 57 mm MAS con la nuova mitragliatrice leggera MAC 24. Tuttavia emersero dei problemi legati alla nuova munizione: in particolare, l'arma accettava la munizione 7,92 × 57 mm Mauser, simile per dimensioni, usata nei fucili Mauser impiegati dalle truppe indigene durante la guerra del Rif del 1920-1926, con risultati disastrosi in caso di più o meno involontario caricamento e sparo. Questa situazione portò allo sviluppo di una munizione leggermente più corta, la 7,5 × 54 mm MAS Mod. 1929.
Furono testate due palle per uso militare, la Balle C e la Balle D. L'esercito adottò la più leggera Balle C, che divenne quindi la standard per tutti i fucili d'ordinanza, quali il MAS 36 ed il MAS 49, e per le mitragliatrici leggere francesi, come la MAC 24/29. La Balle D, più pesante, del tipo "boat tailed", trovò un limitato uso specializzato. Altre tipologie di pallottola disponibili presso l'Armée erano la Balle AP perforante, la Balle A tracciante, la Balle I incendiaria, oltre alla munizione a salve e quella da addestramento in galleria.

## Armi in calibro 7,5 × 54 mm MAS

### Fucili
- Berthier Mle 1907/15 M34
- MAS 36
- MAS 49 e FSA MAS 49/56
- FR-F1

### Mitragliatrici
- MAC 24/29
- MAC 1931
- MAC 1934
- Darne Mle 1933
- FN-Browning Mle 38
- AA-52